# Nephodia albithorax
Nephodia albithorax là một loài bướm đêm trong họ Geometridae.